# 유레카

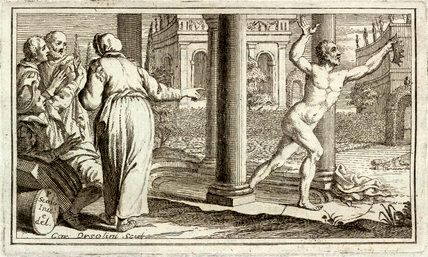
아르키메데스가 유레카를 외치는 모습. 옷도 입지 않은채 흥분하여 거리에서 나체로 뛰어다니고 있다.(피에트로 스칼비니 그림,카를로 오르솔리니 판화, 1737)

유레카(Eureka)는 뜻 밖의 발견을 했을 때 사용할 수 있는 감탄사이다. 아르키메데스가 목욕을 하던 중 욕조에 들어가서 욕조의 물이 넘쳤을 때 외친 것을 기원으로 보고 있다.

## 어원
고대 그리스 낱말 εὕρηκα heúrēka에서 유래한다. "유레카"의 의미는 "나는 (그것)을 찾았었다"이다. 즉, 일인칭 단수를 주어로 할때 εὑρίσκω heuriskō는 "나는 찾는다."의 뜻을가진다. 즉 새로운 것을 발견한 상황과 관련된 단어이다.
영어에서는 라틴어 강세 규칙을 따라 두 번째 음절에 강세를 두지만, 그리스어 원어 발음에서는 첫 번째 음절에 강세를 둔다. 이는 그리스어에서 마지막 음절이 장모음이기 때문이다. 고대 그리스어 규칙상 강세는 단어 끝에서 세 번째 음절보다 뒤에 올 수 없다.
"유레카"라는 단어는 스페인어, 네덜란드어, 영어를 비롯한 여러 유럽 언어에 차용되었으며, 핀란드어, 덴마크어, 독일어 등 다양한 언어에서 현재까지 사용되고 있다.

## 일화
아르키메데스 가 왕의 요청을 받고 왕의 왕관에 금과 은이 섞여있는지 아니면 순금인지 알기 위해 열심히 생각을 하던 도중 목욕탕에 들어가 물의 흘러넘침을 이용하여 무게를 구해 유레카라는 말을 외치고 뛰쳐나왔다는 일화가 제일 유명하다.